# Ejército cumano
El ejército cumano fue la fuerza militar del pueblo cumano, se fundamentaba en el estilo de vida nómada. Los cumanos no eran demasiado diferentes de los pueblos esteparios turcomanos. Sus principales fuerzas consistían de arqueros a caballo.

## Historia
Los cumanos aparecieron en Ucrania a mediados del siglo XI. Sus orígenes no son claros, pero posiblemente estuvieron relacionados con los selyúcidas. También eran conocidos como kupchakos, aunque son probablemente más conocidos por su nombre en ruso de polovtsi, nombre bajo el que aparecen en la ópera de Borodin "El Príncipe Igor".
Los cumanos se expandieron hacia el oeste, muchos de ellos se establecieron a lo largo del Danubio, en lo que hoy es Bulgaria y Rumania. Inicialmente amigos de los pechenegos, saquearon juntos Tracia en 1087, se aliaron a Bizancio, y acabaron con los pechenegos en la batalla de Levounion (1091). Los restos pechenegos fueron absorbidos por los cumanos, al igual que los Oğuz y varias tribus turcomanas.
Los cumanos pelearon la mayor parte del tiempo con los pueblos que los rodeaban, pero sus enemigos más regulares eran Bizancio y los principados del sur de Rusia. Saquearon Kiev en 1202. Hicieron incursiones regulares en el Imperio bizantino, realizaron un ataque en 1148 al emperador Manuel I Comneno, previniendo que lanzara una invasión a Italia. A pesar de esto muchos cumanos actuaron como mercenarios en el ejército bizantino. Muchos cumanos se establecieron en Bulgaria, luchando tanto contra los búlgaros, y junto a ellos como aliados o mercenarios. Otros ejércitos que usaron mercenarios cumanos incluían a los polacos y los serbios.
Las invasiones de los mongoles terminaron efectivamente con los cumanos como un pueblo independiente. Derrotados fuertemente cerca de la desembocadura del Volga en 1238, un gran número huyó hacia el oeste, estableciéndose en Hungría, Rusia y en el Imperio bizantino. El grupo más numeroso se estableció en Hungría, donde formaron un elemento importante del ejército. Hubo numerosas luchas entre los húngaros nativos y cumanos, y en un momento en que fueron expulsados de Hungría, terminaron uniéndose a otros cumanos en Bulgaria. Después de haber sido invitados de nuevo a Hungría, un jefe cumano lideró la revuelta que estableció la independencia de Valaquia en 1330. Los cumanos húngaros habían sido absorbidos por la población indígena en el siglo XV.
Los pocos pequeños grupos independientes restantes en las estepas después de la invasión de los mongoles fueron acabados por Timur al final del siglo XIV.

## Táctica
Tácticamente los cumanos fueron un ejército bastante típico de los nómadas esteparios, confiando en las tácticas de atacar y huir con los arqueros a caballo para desgastar y confundir al enemigo. Es probable que utilizaran algunos grupos de caballería ligera para ir tras el campamento enemigo, la infantería se utilizaba para proteger sus propios campamentos, y el resto de la caballería se encargaba de confundir y hostigar al enemigo, tentándolos a romper su formación y perseguir  después a su caballería y, finalmente, atacarlos por los flancos. 